# Glasögonejder
Glasögonejder (Somateria fischeri) är en andfågel som tillhör släktet ejdrar. Fågeln förekommer kring Berings Sund. Den är en mycket sällsynt gäst i Europa med fyra fynd, tre i Norge och ett i Nederländerna. Arten minskar i antal och IUCN kategoriserar den som nära hotad.

## Utseende
Glasögonejdern är med sin längd av 52 till 57 centimeter lite kortare än den vanliga ejdern. Hanen har ett typiskt utseende med sin svarta kropp, sin vita rygg och det gulgröna huvudet. Runt ögonen sitter stora vita fläckar som gett fågeln dess svenska namn. Honan är brunaktig, men genom dess storlek och kroppsbyggnad kan man lätt skilja den från andra änder.

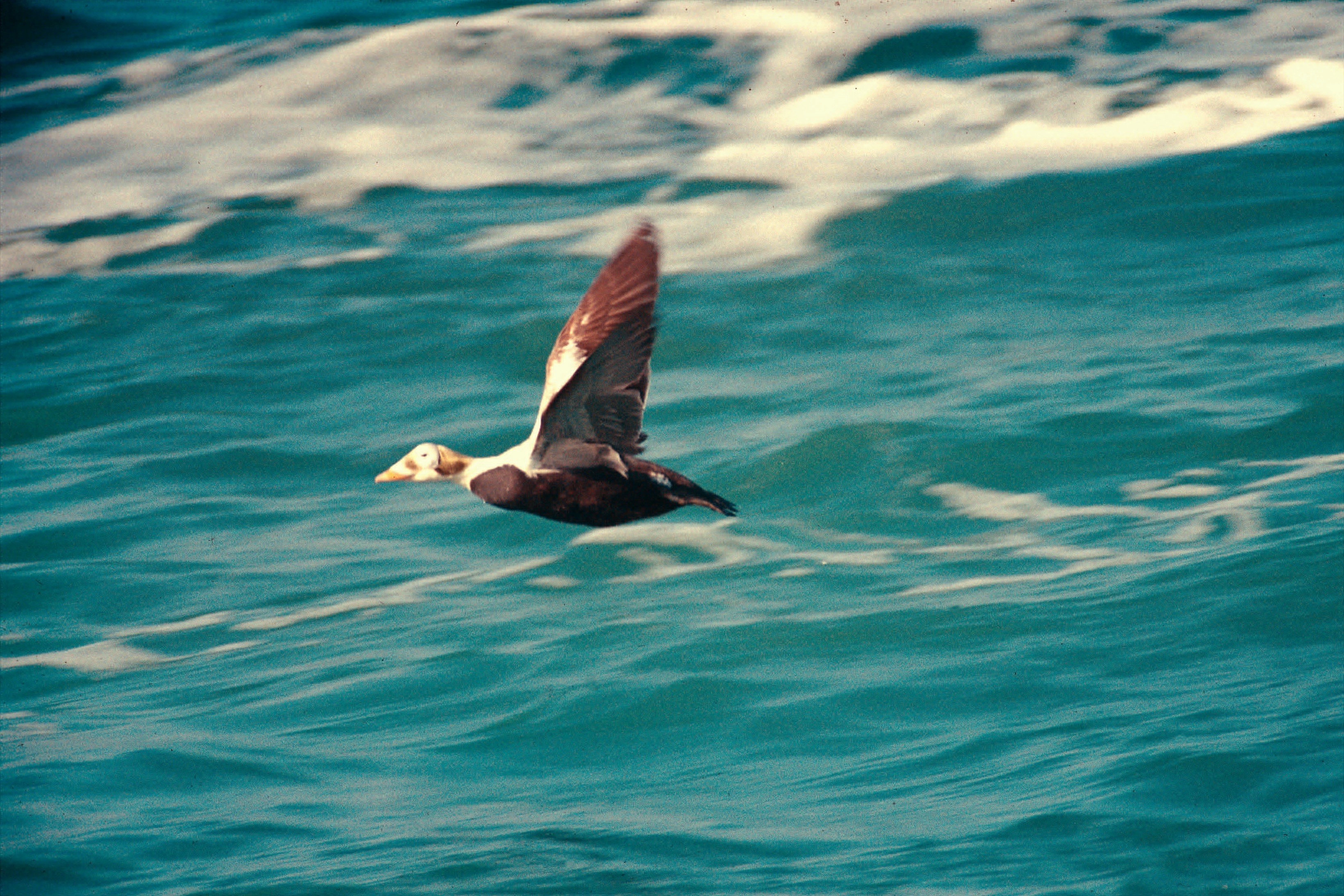

## Läten
Glasögonejdern är mestadels tystlåten. Från honan hörs ett "gogogo..." och från hanen ett "ho-HOO".

## Utbredning
Glasögonejdern häckar i små sjöar och andra vattendrag på tundran i Alaska och nordöstra Sibirien. Den är en flyttfågel och länge var dess övervintringsområden okända. Men med hjälp av radiosändarförsedda individer avslöjades det att hela världspopulationen övervintrar i ett litet område mitt i Berings Sund i råkar bland driv- och packis, mellan öarna St. Lawrence Island och St. Matthews Island.

### Förekomst i Europa
I Europa är den bara sedd i Norge och Nederländerna. I Norge är den observerad vid tre tillfällen. Första gången var det en hane vid Vardø 1933. Därefter sågs tre hanar och en hona flyga i Varangerfjorden i februari 1988. 15 juni 1997 sågs därefter en vuxen hane i Finnmark fylke. Den har även setts på Svalbard 2002 och 2012. I Nederländerna observerades den vid Texel i januari 2025.

## Ekologi

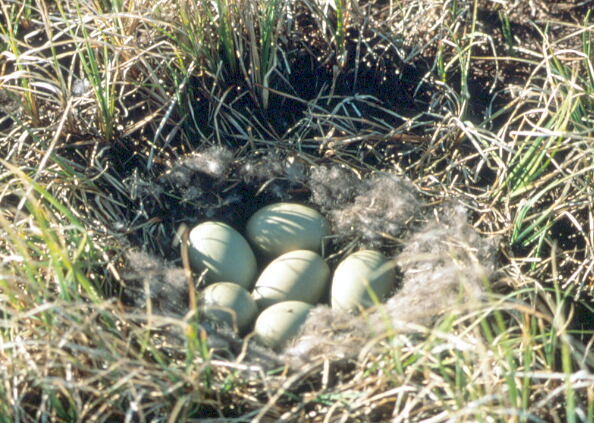
Ett bo av glasögonejder med ägg.

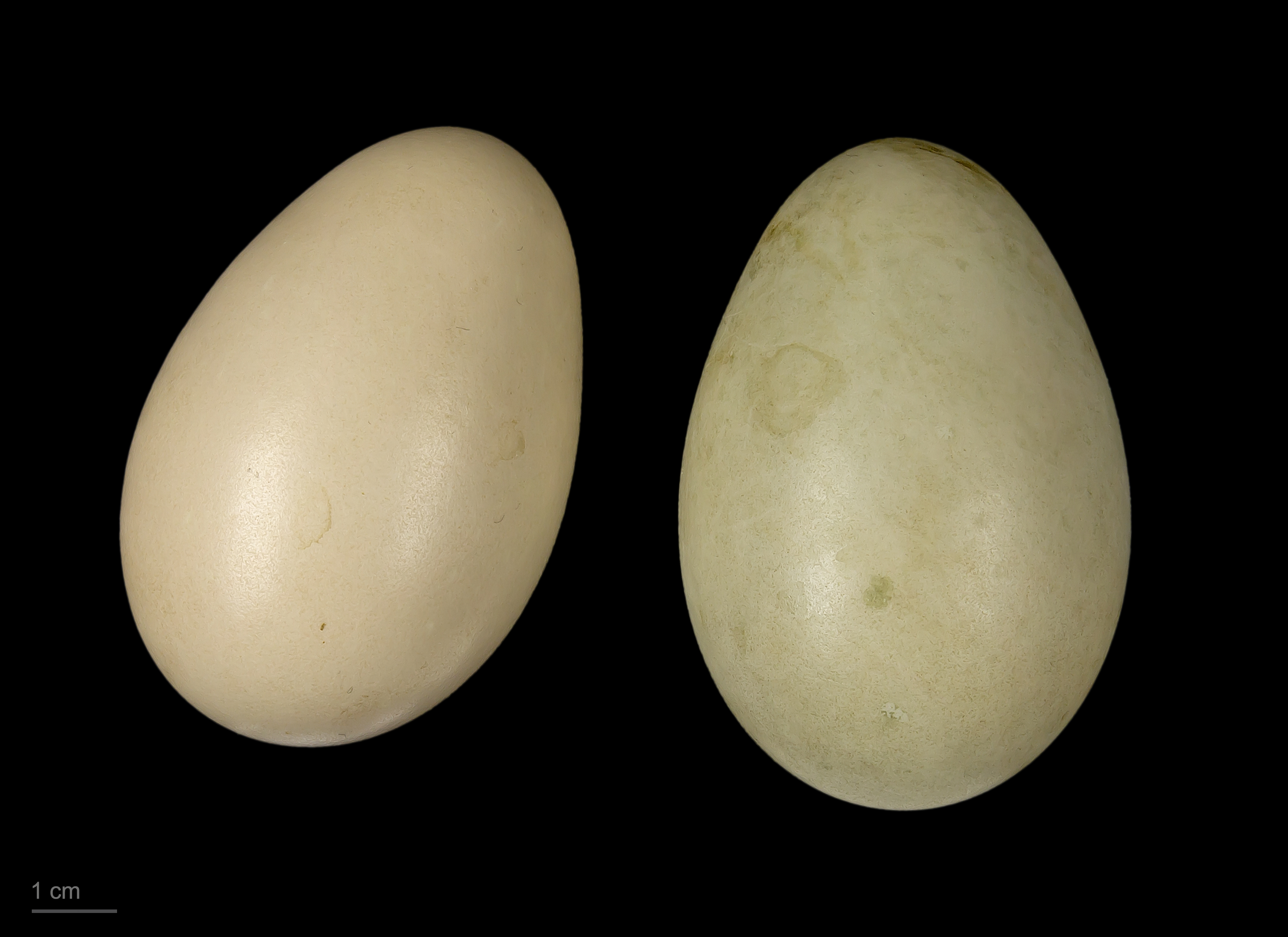
Ägg från glasögonejder.

Glasögonejdern bygger sitt bo direkt på marken och lägger fem till nio ägg. Fågeln dyker efter sin föda som består av kräftdjur och blötdjur och i sina vinterkvarter kan den dyka ända till 50 meters djup efter föda..

## Status och hot
Tidigare var glasögonejdern en ganska vanlig art inom sitt utbredningsområde, men mellan 1970 och 1990 minskade populationen i Alaska dramatiskt och man registrerade en minskning av häckningsbeståndet på mer än 96 % inom detta utbredningsområde som också krympte. Detta resulterade i att fågeln fick statusen sårbar (VU) 1994. Man tror att nedgången i Alaska berodde på jakt och blyförgiftning på grund av hagel. Sedan 1991 har den dock varit fredad i Alaska. Man fruktar också att hela ekosystemet i Berings Sund är i obalans vilket resulterar i mindre föda. 
Under perioden 1970–1990 noterades dock ingen minskning av beståndet i Ryssland, men dessa uppgifter är osäkra. Vintern 1999 gjordes en uppskattning av antalet övervintrande glasögonejdrar i Berings Sund till cirka 333 000. Detta resulterade i att arten år 2000 fick tillbaka sin status som livskraftig (LC). Sentida studier från den ryska ön Ayopechan visar dock att beståndet där minskar kraftigt, med så mycket som 8 % per år 2009-2016. Detta medförde att IUCN 2018 återigen ändrade glasögonejderns hotstatus, nu till nära hotad. Den senaste uppskattningen av världspopulationen är från flygräkningar av övervintrande glasögonejdrar i Berings hav 2010 när 369 122 individer hittades. Baserat på detta uppskattade Wetlands International 2020 världspopulationen till 260 000 och 400 000 vuxna individer.

## Namn
Dess vetenskapliga namn är en hyllning till den tyske vetenskapsmannen Johann Fischer von Waldheim.